# بطولة آسيا للأندية للكرة الطائرة للسيدات 2017
بطولة آسيا للكرة الطائرة للسيدات 2017 هي النسخة الثامنة عشرة من بطولة آسيا للكرة الطائرة للسيدات، وهي بطولة دولية للأندية للكرة الطائرة يُنظمها الاتحاد الآسيوي للكرة الطائرة (AVC) مع اتحاد الكرة الطائرة لجمهورية كازاخستان (VFRK). أقيمت في أوست كامينوجورسك، كازاخستان في الفترة من 25 إلى 31 مايو/أيار 2017. تكون البطولة بِمثابة التصفيات الآسيوية المؤهِلة لبطولة العالم للكرة الطائرة للسيدات 2018 حيث يتأهل البطل إلى بطولة العالم.
أُقيمت المُباريات في ملعب واحد فقط في مدينة أوست كامينوجورسك: ملعب بوريس ألكسندروف الرياضي. هذهِ المرة الثانية التي تستضيف فيها كازاخستان البطولة، والمرة الأولى التي تستضيف فيها مدينة أوست كامينوجورسك البطولة. وباعتبارها الدولة المضيفة، شاركت كازاخستان تلقائيًا في البطولة، إلى جانب الفرق السبعة المتبقية.

## الفرق المشاركة
| آسيا الوسطى ( CAZA )         | شرق آسيا ( EAZA )                  | أوقيانوسيا ( OZA ) | جنوب شرق آسيا ( SEAZA )      | غرب آسيا ( WAZA ) |
| ---------------------------- | ---------------------------------- | ------------------ | ---------------------------- | ----------------- |
| - كازاخستان (المضيف) - إيران | - الصين - تايبيه الصينية - اليابان |                    | - فيتنام - فيلبيني - تايلاند |                   |

### مؤهل
| فريق                | مؤهل كـ                                       |
| ------------------- | --------------------------------------------- |
| ألتاي               | المضيفون                                      |
| بنك تيانجين بوهاي   | أبطال الدوري الصيني للكرة الطائرة 2016        |
| شركة تايوان للطاقة  | أبطال دوري الكرة الطائرة للمشاريع لعام 2016   |
| بنك سارمايه ‏        | أبطال الدوري الإيراني للكرة الطائرة 2016      |
| ينابيع هيساميتسو    | أبطال الدوري الممتاز الخامس 2016              |
| ريبيسكو-PSL مانيلا ‏ | ممثلو الدوري الفلبيني الممتاز                 |
| تشونبوري العليا     | أبطال دوري الكرة الطائرة التايلاندي لعام 2017 |
| بنك فييتنام في سي   | أبطال دوري الكرة الطائرة الفيتنامي لعام 2016  |

## تكوين حمامات السباحة
صُنفت الفرق بناءً على تصنيفها النهائي في بطولة آسيا للكرة الطائرة للسيدات 2016. صُنفت الدولة المضيفة والفرق السبعة الأولى المصنفة في نظام سيربنتين. سُحبت قرعة الفرق السبعة المتبقية في 27 فبراير/شباط 2017 في بانكوك، تايلاند.
عُرض التصنيف من النسخة السابقة بين قوسين باستثناء الدولة المضيفة (التي احتلت المركز الرابع) والفرق التي لم تُشارك، والتي اشير إليها بـ (-).
| المجموعة أ                                                                                     | المجموعة ب                                                         |
| ---------------------------------------------------------------------------------------------- | ------------------------------------------------------------------ |
| Kazakhstan (المضيف والرابع) تايلاند (المركز الثالث) إيران (المركز الخامس) Chinese Taipei (8th) | اليابان (الأولى) الصين (الثانية) فيتنام (السادس) Philippines (7th) |

## مكان
أقيمت البطولة في قصر بوريس ألكساندروف الرياضي، الواقع في أوست كامينوجورسك، شرق كازاخستان.
| أوست-كامينوجورسك ، شرق كازاخستان | أوست-كامينوجورسك ، شرق كازاخستان |
| -------------------------------- | -------------------------------- |
| قصر بوريس ألكسندروف الرياضي      |                                  |
| السعة: 4,400                     |                                  |
|                                  |                                  |

## إجراءات الوقوف في المسبح
تُتبع الإجراءات التالية لتحديد ترتيب الفرق في المجموعة:
1. عدد المباريات التي فاز بها
2. نقاط المباراة
3. نسبة المجموعات
4. نسبة النقاط
5. نتيجة المباراة الأخيرة بين الفريقين المتعادلين

فوز بالمباراة 3-0 أو 3-1: 3 نقاط مباراة للفائز، 0 نقاط مباراة للخاسر انتهت المباراة بنتيجة 3-2: نقطتان للمباراة للفائز، نقطة واحدة للخاسر

## الجولة التمهيدية
- جميع الأوقات بتوقيت كازاخستان القياسي (UTC+06:00).

### المجموعة أ
| التاريخ | التوقيت |                  | النتيجة |                  | الشوط 1 | الشوط 2 | الشوط 3 | الشوط 4 | الشوط 5 | المجموع | التقرير |
| ------- | ------- | ---------------- | ------- | ---------------- | ------- | ------- | ------- | ------- | ------- | ------- | ------- |
| 25 May  | 13:00   | Supreme Chonburi | 3–1     | بنك سارمايه      | 25–22   | 25–21   | 22–25   | 25–23   |         | 97–91   | P2      |
| 25 May  | 19:00   | Altay            | 3–2     | Taiwan Power     | 21–25   | 25–22   | 25–19   | 17–25   | 15–11   | 103–102 | P2      |
| 26 May  | 14:00   | Taiwan Power     | 1–3     | بنك سارمايه      | 25–18   | 21–25   | 22–25   | 22–25   |         | 90–93   | P2      |
| 26 May  | 19:00   | Altay            | 2–3     | Supreme Chonburi | 21–25   | 19–25   | 25–17   | 25–21   | 9–15    | 99–103  | P2      |
| 27 May  | 14:00   | Supreme Chonburi | 3–1     | Taiwan Power     | 22–25   | 25–17   | 25–17   | 25–19   |         | 97–78   | P2      |
| 27 May  | 19:00   | بنك سارمايه      | 0–3     | Altay            | 16–25   | 18–25   | 19–25   |         |         | 53–75   | P2      |

### المجموعة ب
| التاريخ | التوقيت |                    | النتيجة |                    | الشوط 1 | الشوط 2 | الشوط 3 | الشوط 4 | الشوط 5 | المجموع | التقرير |
| ------- | ------- | ------------------ | ------- | ------------------ | ------- | ------- | ------- | ------- | ------- | ------- | ------- |
| 25 May  | 10:30   | Hisamitsu Springs  | 3–0     | Rebisco-PSL        | 25–17   | 25–10   | 25–14   |         |         | 75–41   | P2      |
| 25 May  | 15:30   | Tianjin Bohai Bank | 3–0     | Vietinbank         | 25–15   | 25–21   | 25–16   |         |         | 75–52   | P2      |
| 26 May  | 11:30   | Rebisco-PSL        | 1–3     | Vietinbank         | 21–25   | 25–17   | 20–25   | 14–25   |         | 80–92   | P2      |
| 26 May  | 16:30   | Hisamitsu Springs  | 3–1     | Tianjin Bohai Bank | 25–21   | 25–22   | 14–25   | 25–18   |         | 89–86   | P2      |
| 27 May  | 11:30   | Tianjin Bohai Bank | 3–0     | Rebisco-PSL        | 25–8    | 25–10   | 25–9    |         |         | 75–27   | P2      |
| 27 May  | 16:30   | Vietinbank         | 0–3     | Hisamitsu Springs  | 17–25   | 11–25   | 19–25   |         |         | 47–75   | P2      |

## الجولة النهائية

### قوس
قالب:8TeamBracket-Consols

### ربع النهائي
| التاريخ | التوقيت |                    | النتيجة |              | الشوط 1 | الشوط 2 | الشوط 3 | الشوط 4 | الشوط 5 | المجموع | التقرير |
| ------- | ------- | ------------------ | ------- | ------------ | ------- | ------- | ------- | ------- | ------- | ------- | ------- |
| 29 May  | 11:30   | Hisamitsu Springs  | 3–1     | Taiwan Power | 25–20   | 15–25   | 25–12   | 25–19   |         | 90–76   | P2      |
| 29 May  | 14:00   | Supreme Chonburi   | 3–1     | Rebisco-PSL  | 25–20   | 25–12   | 18–25   | 27–25   |         | 95–82   | P2      |
| 29 May  | 16:30   | Tianjin Bohai Bank | 3–0     | بنك سارمايه  | 25–11   | 25–20   | 25–11   |         |         | 75–42   | P2      |
| 29 May  | 19:00   | Altay              | 3–0     | Vietinbank   | 25–23   | 25–18   | 25–14   |         |         | 75–55   | P2      |

### تصفيات تحديد المركزين الخامس والثامن
| التاريخ | التوقيت |              | النتيجة |             | الشوط 1 | الشوط 2 | الشوط 3 | الشوط 4 | الشوط 5 | المجموع | التقرير |
| ------- | ------- | ------------ | ------- | ----------- | ------- | ------- | ------- | ------- | ------- | ------- | ------- |
| 30 May  | 11:30   | Rebisco-PSL  | 0–3     | بنك سارمايه | 23–25   | 17–25   | 27–29   |         |         | 67–79   | P2      |
| 30 May  | 14:00   | Taiwan Power | 3–0     | Vietinbank  | 25–19   | 25–19   | 25–17   |         |         | 75–55   | P2      |

### نصف النهائي
| التاريخ | التوقيت |                   | النتيجة |                    | الشوط 1 | الشوط 2 | الشوط 3 | الشوط 4 | الشوط 5 | المجموع | التقرير |
| ------- | ------- | ----------------- | ------- | ------------------ | ------- | ------- | ------- | ------- | ------- | ------- | ------- |
| 30 May  | 16:30   | Supreme Chonburi  | 3–1     | Tianjin Bohai Bank | 25–22   | 25–23   | 24–26   | 25–23   |         | 99–94   | P2      |
| 30 May  | 19:00   | Hisamitsu Springs | 3–2     | Altay              | 18–25   | 25–17   | 25–21   | 22–25   | 16–14   | 106–102 | P2      |

### مباراة تحديد المركز السابع
| التاريخ | التوقيت |             | النتيجة |            | الشوط 1 | الشوط 2 | الشوط 3 | الشوط 4 | الشوط 5 | المجموع | التقرير |
| ------- | ------- | ----------- | ------- | ---------- | ------- | ------- | ------- | ------- | ------- | ------- | ------- |
| 31 May  | 09:30   | Rebisco-PSL | 0–3     | Vietinbank | 13–25   | 18–25   | 15–25   |         |         | 46–75   | P2      |

### مباراة تحديد المركز الخامس
| التاريخ | التوقيت |             | النتيجة |              | الشوط 1 | الشوط 2 | الشوط 3 | الشوط 4 | الشوط 5 | المجموع | التقرير |
| ------- | ------- | ----------- | ------- | ------------ | ------- | ------- | ------- | ------- | ------- | ------- | ------- |
| 31 May  | 12:00   | بنك سارمايه | 1–3     | Taiwan Power | 20–25   | 25–18   | 20–25   | 12–25   |         | 77–93   | P2      |

### مباراة تحديد المركز الثالث
| التاريخ | التوقيت |                    | النتيجة |       | الشوط 1 | الشوط 2 | الشوط 3 | الشوط 4 | الشوط 5 | المجموع | التقرير |
| ------- | ------- | ------------------ | ------- | ----- | ------- | ------- | ------- | ------- | ------- | ------- | ------- |
| 31 May  | 14:30   | Tianjin Bohai Bank | 3–1     | Altay | 20–25   | 25–22   | 25–22   | 25–20   |         | 95–89   | P2      |

### أخير
| التاريخ | التوقيت |                  | النتيجة |                   | الشوط 1 | الشوط 2 | الشوط 3 | الشوط 4 | الشوط 5 | المجموع | التقرير |
| ------- | ------- | ---------------- | ------- | ----------------- | ------- | ------- | ------- | ------- | ------- | ------- | ------- |
| 31 May  | 17:00   | Supreme Chonburi | 3–1     | Hisamitsu Springs | 25–15   | 25–23   | 23–25   | 25–13   |         | 98–76   | P2      |

## الترتيب النهائي
| Rank   | Team               |
| ------ | ------------------ |
| الأول  | Supreme Chonburi   |
| الثاني | Hisamitsu Springs  |
| الثالث | Tianjin Bohai Bank |
| 4      | Altay              |
| 5      | Taiwan Power       |
| 6      | بنك سارمايه        |
| 7      | Vietinbank         |
| 8      | Rebisco-PSL        |

|  | Qualified for the 2018 FIVB Volleyball Women's Club World Championship |

| 2017 Asian Women's Club Champions |
| --------------------------------- |
| Supreme Chonburi للمرة 1st        |

| Team roster |
| Supattra Pairoj, Piyanut Pannoy, Pleumjit Thinkaow, Patcharaporn Sittisad, Chatchu-on Moksri, Wilavan Apinyapong (c), Nampueng Khamart, Soraya Phomla, Chloe Mann, Parinya Pankaew, Watchareeya Nuanjam, Ajcharaporn Kongyot, Fatou Diouck, Rattanakorn Sanuanram |
| Head coach |
| Nataphon Srisamutnak |

## الحائزون على الميداليات
| الذهب | الفضة | برونزية |
| العليا تشونبوري Supattra Pairoj Piyanut Pannoy Pleumjit Thinkaow Patcharaporn Sittisad Chatchu-on Moksri Wilavan Apinyapong (c) Nampueng Khamart Soraya Phomla Chloe Mann Parinya Pankaew Watchareeya Nuanjam Ajcharaporn Kongyot Fatou Diouck Rattanakorn Sanuanram | هيساميتسو سبرينغز Ayano Nakaoji Risa Ishibashi (c) Hitomi Kodama Haruka Kanamori Erika Sakae Yuka Imamura Kiyora Obikawa Fumika Moriya Yuka Taura Asuka Hamamatsu Hikari Kato Mana Toe Akane Ukishima Sayaka Tsutsui | بنك تيانجين بوهاي Yang Linlin Wang Jiamin Yu Junwei Wang Ning Yin Na Wang Qian Liu Liwen Zhang Xiaoting Chen Liyi (c) Yao Di Li Ying |

## الجوائز
| - Most Valuable Player Fatou Diouck (Supreme Chonburi) - Popular Player Sana Anarkulova (Altay) - Best Setter Yao Di (Tianjin Bohai Bank) - Best Outside Spikers Chatchu-on Moksri (Supreme Chonburi) Inna Matveyeva (Altay) | - Best Middle Blockers Pleumjit Thinkaow (Supreme Chonburi) Kristina Anikonova (Altay) - Best Opposite Spiker Akane Ukishima (Hisamitsu Springs) - Best Libero Mana Toe (Hisamitsu Springs) |